# Gerta Schönbichler
Gerta Maria Schönbichler (* 31. Mai 1932 in Feldkirch; † 2. Jänner 2004 ebenda) war eine österreichische Politikerin (ÖVP) und Geschäftsfrau. Sie war 1974 bis 1984 Abgeordnete zum Vorarlberger Landtag.

## Ausbildung und Beruf
Schönbichler legte die Matura ab und gründete 1954 ein Fachgeschäft für Bürobedarf. 1985 verkaufte sie ihr Bürobedarfsfachgeschäft und wurde in der Folge Geschäftsführerin der Firma Kempfer-Merlin GmbH in Feldkirch.

## Politik und Funktionen
Schönbichler war Mitglied der Österreichischen Volkspartei und der Teilorganisationen Wirtschaftsbund und Frauenbewegung. In der ÖVP-Frauenbewegung wirkte sie als Bezirksobfrau des Bezirks Bregenz und Landesorganisationsreferentin, in der ÖVP engagierte sie sich ab 1973 zudem als Bezirksparteiobfrau der ÖVP Feldkirch und als Mitglied der Bezirksparteileitung der ÖVP Feldkirch. Sie war zudem auf Landebene von 1973 bis 1984 Mitglied der Landesparteileitung der ÖVP Vorarlberg und hatte des Weiteren die Funktion eines Mitglieds der Bezirksparteileitung der ÖVP Feldkirch inne. Zudem war sie ab 1972 Landesvorsitzende der Arbeitsgemeinschaft „Frau in der Wirtschaft“ und Mitglied in der Sektion Handel der Vorarlberger Handelskammer, wo sie sich auch als Vorsitzende des Öffentlichkeitsausschusses engagierte. Sie wurde am 4. November 1974 als Abgeordnete des Wahlbezirkes Feldkirch im Vorarlberger Landtag angelobt und gehörte diesem bis zum 6. November 1984 an. Sie war dort Mitglied uns stellvertretende Obfrau im Volkswirtschaftlichen Ausschuss, Mitglied im Sozialpolitischen Ausschuss, Mitglied im Landwirtschaftlichen Ausschuss und Mitglied im Kulturausschuss.

## Privates
Schönbichler wurde als Tochter des Beamten Emanuel Schönbichler und seiner Gattin Angela Schönbichler geboren. Sie war geschieden und zeit ihres Lebens kinderlos.

## Auszeichnungen
- Großes Verdienstzeichen des Landes Vorarlberg (1985)
- Goldene Ehrennadel des Verbandes österreichischer Wirtschaftsakademiker für 20-jährige Mitgliedschaft (1989)
- Silberne Ehrenmedaille der Wirtschaftskammer Vorarlberg